# Elecciones presidenciales de Estados Unidos de 2024 en Misisipi
Las elecciones presidenciales de Estados Unidos de 2024 en Misisipi se llevaron a cabo el 5 de noviembre de 2024, como parte de las elecciones presidenciales de Estados Unidos de 2024. Los votantes de Misisipi eligieron a los seis electores que los representarían en el Colegio Electoral mediante votación popular.
Misisipi está ubicado en el sur profundo y, por lo tanto, en el Cinturón Bíblico, y cuenta además con una gran minoría negra. Es uno de los estados socialmente más conservadores de la nación y no ha sido ganado por un candidato presidencial demócrata desde la estrecha victoria estatal del sureño Jimmy Carter en 1976, ni ha sido competitivo a este nivel desde que Bill Clinton se quedó a cinco puntos de ganar el estado en 1996.

## Resultados

### Generales
| Partido       | Partido                 | Candidato                        | Votos | %   |
| ------------- | ----------------------- | -------------------------------- | ----- | --- |
|               | Republicano             | Donald Trump                     |       |     |
|               | Demócrata               | Kamala Harris                    |       |     |
|               | Libertario              | Chase Oliver                     |       |     |
|               | Verde                   | Jill Stein                       |       |     |
|               | Solidaridad Americana   | Peter Sonski                     |       |     |
|               | Constitución            | Randall Terry                    |       |     |
|               | Socialismo y Liberación | Claudia De la Cruz               |       |     |
|               | Independiente           | Shiva Ayyadurai                  |       |     |
|               | Independiente           | Robert F. Kennedy Jr. (retirado) |       |     |
| Escritos      |                         |                                  |       |     |
|               |                         |                                  |       |     |
| Total         | Total                   | Total                            |       | 100 |
| Participación |                         |                                  |       |     |
| Registrados   |                         |                                  |       |     |
|               |                         |                                  |       |     |
| Fuente:       |                         |                                  |       |     |

### Por condado
|                 | Trump Republicano | Trump Republicano | Harris Demócrata | Harris Demócrata | Total | Margen | Margen |
| Condado         | Votos             | %                 | Votos            | %                | Total | Votos  | %      |
| --------------- | ----------------- | ----------------- | ---------------- | ---------------- | ----- | ------ | ------ |
| Adams           |                   |                   |                  |                  |       |        |        |
| Alcorn          |                   |                   |                  |                  |       |        |        |
| Amite           |                   |                   |                  |                  |       |        |        |
| Attala          |                   |                   |                  |                  |       |        |        |
| Benton          |                   |                   |                  |                  |       |        |        |
| Bolivar         |                   |                   |                  |                  |       |        |        |
| Calhoun         |                   |                   |                  |                  |       |        |        |
| Carroll         |                   |                   |                  |                  |       |        |        |
| Chickasaw       |                   |                   |                  |                  |       |        |        |
| Choctaw         |                   |                   |                  |                  |       |        |        |
| Claiborne       |                   |                   |                  |                  |       |        |        |
| Clarke          |                   |                   |                  |                  |       |        |        |
| Clay            |                   |                   |                  |                  |       |        |        |
| Coahoma         |                   |                   |                  |                  |       |        |        |
| Copiah          |                   |                   |                  |                  |       |        |        |
| Covington       |                   |                   |                  |                  |       |        |        |
| DeSoto          |                   |                   |                  |                  |       |        |        |
| Forrest         |                   |                   |                  |                  |       |        |        |
| Franklin        |                   |                   |                  |                  |       |        |        |
| George          |                   |                   |                  |                  |       |        |        |
| Greene          |                   |                   |                  |                  |       |        |        |
| Grenada         |                   |                   |                  |                  |       |        |        |
| Hancock         |                   |                   |                  |                  |       |        |        |
| Harrison        |                   |                   |                  |                  |       |        |        |
| Hinds           |                   |                   |                  |                  |       |        |        |
| Holmes          |                   |                   |                  |                  |       |        |        |
| Humphreys       |                   |                   |                  |                  |       |        |        |
| Issaquena       |                   |                   |                  |                  |       |        |        |
| Itawamba        |                   |                   |                  |                  |       |        |        |
| Jackson         |                   |                   |                  |                  |       |        |        |
| Jasper          |                   |                   |                  |                  |       |        |        |
| Jefferson       |                   |                   |                  |                  |       |        |        |
| Jefferson Davis |                   |                   |                  |                  |       |        |        |
| Jones           |                   |                   |                  |                  |       |        |        |
| Kemper          |                   |                   |                  |                  |       |        |        |
| Lafayette       |                   |                   |                  |                  |       |        |        |
| Lamar           |                   |                   |                  |                  |       |        |        |
| Lauderdale      |                   |                   |                  |                  |       |        |        |
| Lawrence        |                   |                   |                  |                  |       |        |        |
| Leake           |                   |                   |                  |                  |       |        |        |
| Lee             |                   |                   |                  |                  |       |        |        |
| Leflore         |                   |                   |                  |                  |       |        |        |
| Lincoln         |                   |                   |                  |                  |       |        |        |
| Lowndes         |                   |                   |                  |                  |       |        |        |
| Madison         |                   |                   |                  |                  |       |        |        |
| Marion          |                   |                   |                  |                  |       |        |        |
| Marshall        |                   |                   |                  |                  |       |        |        |
| Monroe          |                   |                   |                  |                  |       |        |        |
| Montgomery      |                   |                   |                  |                  |       |        |        |
| Neshoba         |                   |                   |                  |                  |       |        |        |
| Newton          |                   |                   |                  |                  |       |        |        |
| Noxubee         |                   |                   |                  |                  |       |        |        |
| Oktibbeha       |                   |                   |                  |                  |       |        |        |
| Panola          |                   |                   |                  |                  |       |        |        |
| Pearl River     |                   |                   |                  |                  |       |        |        |
| Perry           |                   |                   |                  |                  |       |        |        |
| Pike            |                   |                   |                  |                  |       |        |        |
| Pontotoc        |                   |                   |                  |                  |       |        |        |
| Prentiss        |                   |                   |                  |                  |       |        |        |
| Quitman         |                   |                   |                  |                  |       |        |        |
| Rankin          |                   |                   |                  |                  |       |        |        |
| Scott           |                   |                   |                  |                  |       |        |        |
| Sharkey         |                   |                   |                  |                  |       |        |        |
| Simpson         |                   |                   |                  |                  |       |        |        |
| Smith           |                   |                   |                  |                  |       |        |        |
| Stone           |                   |                   |                  |                  |       |        |        |
| Sunflower       |                   |                   |                  |                  |       |        |        |
| Tallahatchie    |                   |                   |                  |                  |       |        |        |
| Tate            |                   |                   |                  |                  |       |        |        |
| Tippah          |                   |                   |                  |                  |       |        |        |
| Tunica          |                   |                   |                  |                  |       |        |        |
| Union           |                   |                   |                  |                  |       |        |        |
| Walthall        |                   |                   |                  |                  |       |        |        |
| Warren          |                   |                   |                  |                  |       |        |        |
| Washington      |                   |                   |                  |                  |       |        |        |
| Wayne           |                   |                   |                  |                  |       |        |        |
| Webster         |                   |                   |                  |                  |       |        |        |
| Wilkinson       |                   |                   |                  |                  |       |        |        |
| Winston         |                   |                   |                  |                  |       |        |        |
| Yalobusha       |                   |                   |                  |                  |       |        |        |
| Yazoo           |                   |                   |                  |                  |       |        |        |